# Drożdżówka

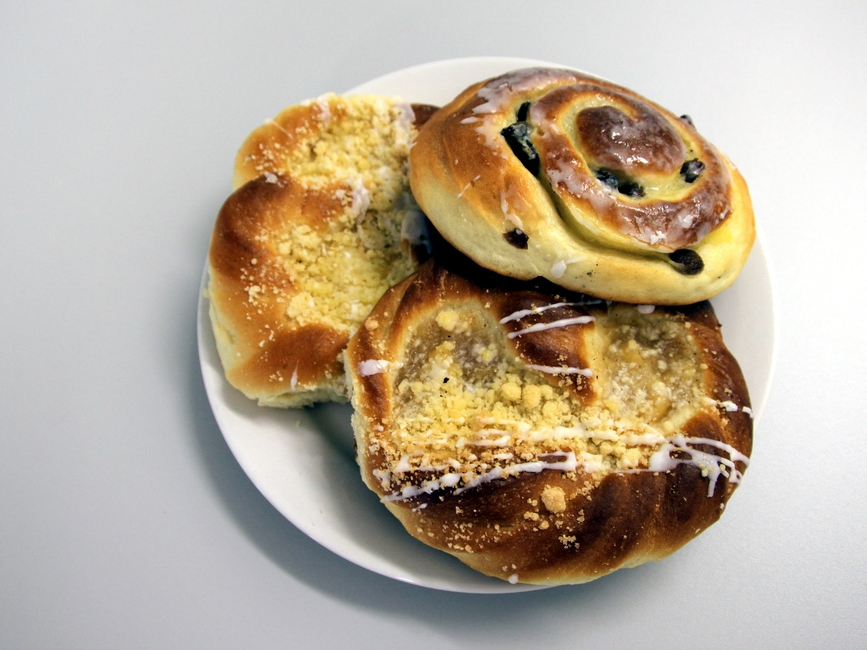
Drożdżówki

Drożdżówka – wyrób piekarniczy w postaci słodkiego pieczywa drożdżowego z nadzieniem, często pokrytego lukrem, polewą lub kruszonką. Jako nadzienie stosuje się m.in. mak, biały ser, budyń, jagody i inne owoce. Występują też drożdżówki z kilkoma różnymi nadzieniami, na przykład makowo-serowa.
Drożdżówka nazywana jest regionalnie w Wielkopolsce „szneką” (z niem. Schnecke). Na Podlasiu zamiast słowa "drożdżówka" używa się nazwy „bułka słodka”. Na Śląsku drożdżówki nazywane są "kołoczyki".